# Brothers: A Tale of Two Sons
Brothers: A Tale of Two Sons est un jeu vidéo d'aventure développé par Starbreeze Studios et édité par 505 Games, sorti à partir de 2013 sur Windows, PlayStation 3, PlayStation 4, Xbox 360, Xbox One, iOS, Android, Windows Phone et Nintendo Switch.
Le jeu met en scène deux frères en quête de l'eau de l'Arbre de vie pour soigner leur père dans un monde fantastique. Le joueur contrôle les deux frères simultanément et doit les faire coopérer pour triompher des obstacles.
Brothers a été imaginé par le réalisateur suédois Josef Fares. Il a reçu de très bonnes critiques de la presse spécialisée et de nombreux prix.

## Trame
Brothers est inspiré du roman Les Frères Cœur-de-lion (Bröderna Lejonhjärta) d'Astrid Lindgren, sorti en 1973.
L'histoire commence sur une falaise où un jeune garçon, Naiee, se recueille devant la pierre tombale de sa mère. Celle-ci s'est noyée en mer sans qu'il ne puisse la sauver, gardant de cet événement une grande colère envers lui-même et une phobie de l'eau. Son frère aîné, Naia, vient le chercher car leur père est malade et qu'il faut quérir le médecin du village. Après l'avoir examiné, le médecin annonce aux deux frères que le seul moyen de le sauver est d'aller collecter l'eau de l'Arbre de vie.
Naiee et Naia quittent donc leur village en quête de cette eau aux vertus curatives. Au fur et à mesure de leur progression, ils découvrent un monde de plus en plus sombre. Les deux frères sont aussi amenés à aider différents personnages comme un couple de trolls, un homme tentant de se suicider, un inventeur ou un griffon prisonnier dans le château d'un géant. 
Ils poursuivent leur périple dans une vallée où a eu lieu une bataille entre des géants, avant de sauver une jeune fille sur le point d'être sacrifiée par un peuple tribal. La fille les aide ensuite à traverser une étendue d'eau glacée en évitant les attaques d'une orque. Tous les trois parviennent ainsi à une ville dont les habitants semblent avoir été gelés sur place. Ils échappent ici à un géant invisible, et la jeune fille démontre  d'impressionnantes capacités physiques. Peu après, alors que Naia commence à être séduit, elle incite les deux frères à entrer dans une grotte. Ils s'y aventurent malgré les réticences de Naiee, et leur camarade se révèle être une araignée monstrueuse. Les enfants parviennent à la tuer, mais elle blesse gravement Naia durant l'affrontement.
Les deux frères parviennent finalement à l'Arbre de vie. Naia insiste pour que Naiee aille au sommet de l'Arbre et collecte l'eau. Quand le cadet revient, il trouve son frère à l'agonie. Naiee lui donne de l'eau mais cela ne suffit pas à le guérir. Naia meurt et son jeune frère l'enterre. Il repart ensuite vers son village grâce au griffon auquel il avait rendu la liberté.
Arrivé sur la côte, en pleine tempête, Naiee doit vaincre seul sa phobie de l'eau pour rejoindre son père mourant. L'esprit de sa mère lui apparaît pour le réconforter et le motiver. Avec l'aide spirituelle de Naia, Naiee trouve en lui la force de nager pour rejoindre le village et donner l'eau au médecin. Plus tard, Naiee et son père se recueillent devant deux pierres tombales. Le père s'écoule en pleurs et son fils le réconforte, tandis que dans le ciel le griffon s'envole vers les montagnes.

## Système de jeu
Brothers est un jeu 3D en vue à la troisième personne. Le joueur contrôle deux frères, chacun étant manipulé individuellement à l'aide des deux sticks analogiques de la manette. Les gâchettes gauche et droite sont utilisées comme boutons d'interaction, chacune étant associée à l'un des deux frères. Ainsi, le joueur peut interagir avec les éléments du décor, parler aux personnages non joueurs, s'accrocher à des rebords ou manipuler des objets. Le joueur progresse au sein du monde en contrôlant les deux frères simultanément et en résolvant des énigmes. Il doit les faire collaborer, par exemple en distrayant un monstre avec l'un pendant que l'autre se faufile derrière lui.
Chaque frère possède aussi des capacités différentes. Naia, le frère aîné, peut tirer les leviers ou projeter son frère en hauteur pour le faire atteindre des endroits a priori inaccessibles. À quelques occasions, il peut aussi nager en portant son frère. Naiee, le frère cadet, peut quant à lui se faufiler à travers les grilles. Le caractère des deux frères étant différents, leurs interactions varient également. L'un peut ainsi parvenir à convaincre un personnage non joueur d'exécuter une action, tandis que l'autre n'y parviendra pas.
Si l'un de deux frères est blessé par une chute ou un ennemi, le jeu reprend au point de sauvegarde précédent. Tous les dialogues en jeu sont prononcés dans une langue fictive, l'histoire est donc principalement véhiculée par les actions, les gestes et les expressions des personnages. 

## Développement
Brothers: A Tale of Two Sons avait pour nom de projet P13 et a été développé par Starbreeze Studios et édité, dans le cadre d'une première collaboration, par 505 Games. La production décida d'utiliser l'Unreal Engine 3 pour développer le jeu. P13 a été imaginé par le réalisateur de films suédois Josef Fares qui a ensuite dirigé la création du jeu.
Le jeu final sort le 7 août 2013 sur Xbox 360, puis le 3 septembre 2013 sur PlayStation 3 et Windows.
Le 16 janvier 2015, il est annoncé que la propriété intellectuelle de Brothers est vendue à 505 Games pour la somme de 500 000 $. Le 10 juin 2015, 505 Games confirme que le jeu sortira sur PlayStation 4 et Xbox One à la mi-2015 et que cette version intégrerait un commentaire audio, une bande-son et une galerie de concept art. Le jeu sort sur iOS le 22 octobre 2015. Les versions Android et Windows Phone sont sorties le 26 mai 2016.
Le jeu sort aussi sur Nintendo Switch le 28 mai 2019.

## Accueil

### Critique
Le jeu a reçu de très bonnes critiques de la presse spécialisée obtenant une moyenne agrégée entre 81 et 90 % selon les plates-formes sur le site Metacritic,,,,.

### Ventes
En janvier 2015, le jeu s'était écoulé à 800 000 exemplaires.

### Récompenses
Brothers a remporté le prix du Meilleur jeu Xbox aux Spike Video Game Awards 2013 face à Grand Theft Auto V, BioShock Infinite et Tomb Raider. Le jeu a également gagné le Prix de l'innovation aux British Academy Video Games Awards 2014.